# Dialetto linguadociano
Il linguadociano, anche chiamato linguadocino o linguadocico (lengadocian in occitano, languedocien in francese), è una varietà dialettale della lingua occitana nella parte meridionale della Francia comprendente globalmente le provincie tradizionali della Linguadoca e della Guienna (distretti di Aveyron, Lot, Lot e Garonna, Tarn e Garonna, Tarn, Aude, Hérault e parlato parzialmente in quelli di Lozère, Haute-Garonne, Ariège, Gard, Dordogna, Cantal, Pirenei Orientali).
Secondo l'Alto Commissariato delle Nazioni Unite per i Diritti Umani il numero di locutori di questa lingua si aggirerebbe attorno ai 2 milioni di persone.
È un dialetto dell'occitano seconda la norma ISO 639-3.
Il linguadociano è stato talvolta denominato linguadociano-guyennese. In rari casi, è servito a designare l'occitano nel suo insieme.

## Ripartizione geografica
È parlato in Francia:
- Nella regione Midi-Pyrénées (Aveyron, Lot, Tarn, Tarn e Garonna salvo la Lomagna, Ariège escluso il Couserans, Haute-Garonne eccetto i distretti di Saint-Gaudens e di Muret); il resto della regione parla il guascone.
- Nella regione Linguadoca-Rossiglione (Aude, Hérault, Lozère, nelle porzioni ovest e nord del Gard e Fenouillèdes); il resto della regione parla l'occitano provenzale o il catalano.
- Nella regione Aquitania (a sud della Dordogna, a est della Gironda, un terzo del nord-est del Lot e Garonna); il resto della regione parla occitano (limosino, guascone), basco o saintongeais.
- Nella regione Alvernia (nel sud-ovest del Cantal, in particolare il carladézien); il resto della regione parla l'occitano settentrionale (alverniate, vivaro-alpino) o burbonese.
- Nella regione limosina (la frangia sud della Corrèze); il resto della regione parla occitano (limosino, marchois) o francese.
- Nella regione Rhône-Alpes (la metà meridionale dell'Ardèche), dominio del basso-vivaro, linguadociano nord-cévenol[7]; il resto della regione parla vivaro-alpino (per parte occitana) o arpitano.

## Caratteristiche linguistiche
Le caratteristiche principali del linguadociano sono (senza considerare le parlate periferiche):
- la conservazione delle occlusive finali: cantat [kanˈtat] (in provenzale: [kãnˈta]);
- la conservazione della s finale: los òmes [luˈzɔmes] (in limosino: [luzɔˈmej]);
- la caduta della n finale: occitan [utsiˈta] (in provenzale: [usiˈtãn]);
- la non-palatalizzazione dei gruppi CA e GA: cantar, gal (in alverniate: chantar, jal);
- la conservazione della -l finale non vocalizzata: provençal (in provenzale e in guascone: provençau);
- la non-distinzione di b e v (betacismo): vin [bi] (in alverniate, limosino, provenzale: [vji], [vi], [vin]).

Nessuna di queste caratteristiche è esclusiva del linguadociano, che condivide con uno o diversi altri dialetti occitani — cosa che fa del linguadociano un dialetto allo stesso tempo centrale e conservatore. Per queste ragioni, è stato proposto da alcuni linguisti una standardizzazione dell'occitano a partire dal linguadociano.

## Variazione

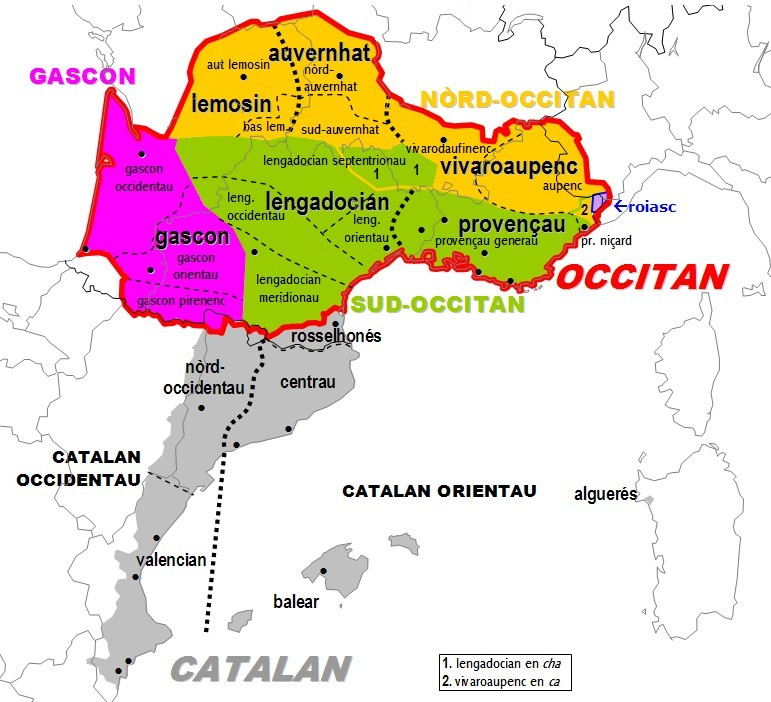
Dialetti e sotto-dialetti dell'occitano secondo D. Sumien

Il linguadociano comporta un certo numero di variazioni, per cui la classificazione è ancora in atto. 
Ronjat fornisce tre sottogruppi:
- il linguadociano orientale: alesiano, montpellieriano, lodevois, bitterois (quest'ultimo in transizione verso il linguadociano orientale)
- il linguadociano occidentale: narbonese, carcassonese, tolosiano (includendo il fuxéen e il capcinois), albigese, montalbanese, agenais (quest'ultimo in transizione con il guyanese e il guascone)
- il guyanese: rouergat, gevaudanese (Lozère, Cévennes), quercinois, aurillacois, sarladese, bergeracois
- in un paragrafo separato[11], egli classifica anche il basso-vivarese nel linguadociano

Louis Alibert, utilizza da parte sua quattro suddivisioni:
- orientale: cévenol, montpellierese, bitterois
- meridionale: tolosano, fuxéen, donésanais, narbonese, "centrale" (carcassonese), agenais
- occidentale: bergeracoise, villeneuvois, sarladese, alto-quercinois, basso-quercinois, albigese
- settentrionale: aurillacois, rouergat, gevaudanese

Queste suddivisioni sono perfezionate da D. Sumien:
- orientale: cévenol, montpellierese
- meridionale: tolosano, fuxéen, donésanais, narbonese, carcassonese
- occidentale: basso-quercinois, albigese, agenais, bitterois
- settentrionale: bergeracois, villeneuvois, sarladese, alto-quercinese, aurillacois, rouergat, gevaudanese, basso-vivarese

Nella loro classificazione supradialettale dell'occitano, Pierre Bec e Domergue Sumien ripartiscono il linguadociano in uno o due insiemi supradialettali:

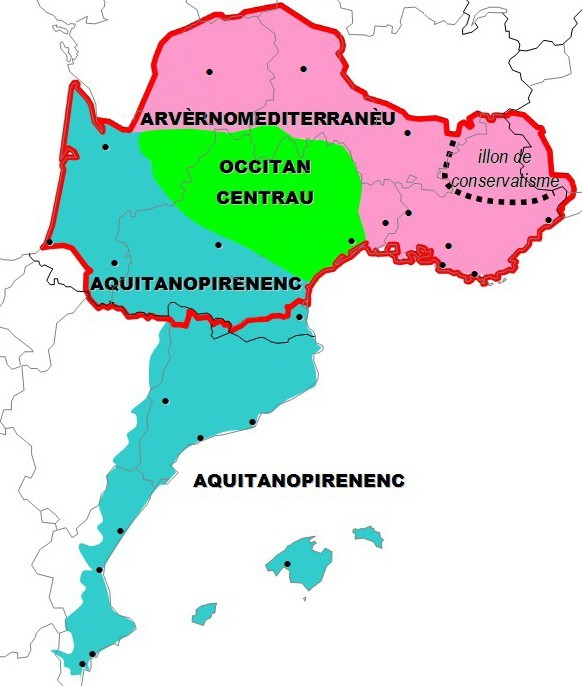
Classificazione supradialettale dell'occitano secondo P. Bec

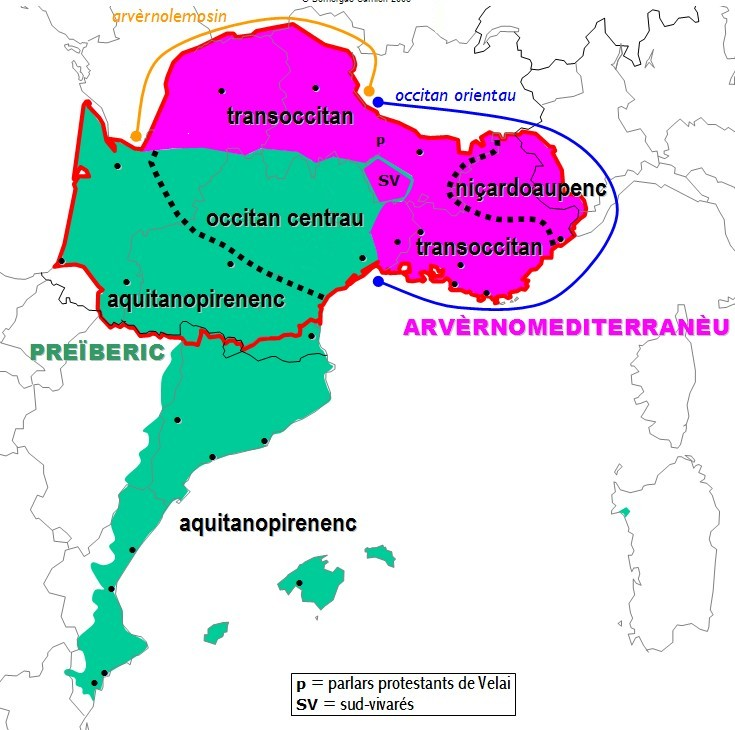
Classificazione supradialettale dell'occitano secondo D. Sumien

- Pierre Bec colloca il linguadociano meridionale nell'aquitano-pyrénéen, e il resto dello spazio linguadociano nell'occitano centrale
- Domergue Sumien colloca il linguadociano meridionale nell'aquitano-pyrénéen, e il resto dello spazio linguadociano nell'occitano centrale, raggruppando complessivamente le due parti nell'insieme preiberico.

## Uso della lingua
In assenza di censimento linguistico, è difficile ottenere cifre precise sul numero di locutori. Le ultime indagini complessive sull'occitano forniscono un numero di locutori complessivo tra 500 000 e 700 000. L'UNESCO, il solo organismo a trattare in modo indipendente il linguadociano, fornisce un numero di locutori intorno ai 500 000, considerando inoltre il dialetto in questione gravemente minacciato.